# Епишев, Сергей Маликович
Серге́й Ма́ликович Е́пишев (род. 2 июля 1979, Ташкент) — российский актёр театра и кино. Музыкант, вокалист шоу-группы «Трепанга», с 2013 года группа не выступает.

## Биография
Родился в Ташкенте 2 июля 1979 года.
В 1997 году окончил II студию Школы драматического искусства театра «Ильхом».
В 2001 году окончил Театральное училище имени Щукина (учился у Ю. В. Шлыкова) и был принят в труппу Театра Вахтангова. С 2001 по 2020 актёр Театра Вахтангова, с сентября 2020 года играет как «приглашенный актер».Также участвовал в постановках Театра.doc, Театра наций, Центра драматургии и режиссуры.
В течение многих лет был соавтором и соведущим церемонии награждения театральной премией «Гвоздь сезона» (вместе с Константином Богомоловым), которая традиционно проходит в форме театрального капустника.
«Двухметровый, тонкокостный, особо эффектный в профиль, он наделён особым даром нервного жеста. Ломкого — да, но ничуть не неряшливого, напротив, точного и отточенного. Пластика и сценическая повадка Епишева позволяют вспомнить картины экспрессионистов — Мунка и, ещё более, фон Явленского».

## Творчество

### Роли в театре
Театр имени Е. Б. Вахтангова
- Молодой человек Берлин — «Сказка»
- Дерамо — «Король-олень»
- Октавий — «Калигула»
- Освальд, дворецкий Гонерильи — «Лир»
- Иван Кузьмич Шпекин, почтмейстер — «Ревизор»
- Капитан Карбон де Кастель-Жалу — «Сирано де Бержерак»
- Му де Звон, драматург — «Фредерик, или Бульвар преступлений»
- Царь Шахрияр — «Али-Баба и сорок разбойников»
- Егорушка — «Царская охота»
- Большой Джо Португалец — «Правдивейшая легенда одного квартала»
- Официант — «Берег женщин»
- Патрокл — «Троил и Крессида»
- Ефим, работник — «Дядя Ваня»
- Винченцо, герцог венский, Анджело, его наместник — «Мера за меру»
- Студент — «Пристань»
- Николай Ставрогин — «Бесы»
- Сергей Голубков — «Бег»
- Клеант, молодой человек, влюбленный в Анжелику — «Мнимый больной»

«Современник»
- Прорицатель — «Антоний и Клеопатра» (реж. К. Серебренников)

Центр драматургии и режиссуры под руководством Алексея Казанцева и Михаила Рощина
- Цуриков-Отец — «Трансфер» (2003—2004 гг., реж. Михаил Угаров)
- Максим Кузьмич Варравин, Капитан Полутатаринов — «Смерть Тарелкина» (2004−2005 гг., реж. А. Казанцев)[8]

Театральный Центр на Страстном проект «Открытая сцена»
- Царь Менелай — «Ифигения в Авлиде» (реж. К. Богомолов)
- Снифф — «Муми-тролль и комета» (реж. К. Богомолов)

Театр.doc;
- кинорежиссёр — «БерлусПутин» (реж. Варвара Фаэр)

Театр наций
- Инвестор - "7 дней в совриске" (реж. Егор Матвеев)

- Франц фон Кнейшиц - "Цирк" (реж. Максим Диденко)

- Алькофрибас Назье и только - "Гаргантюа и Пантагрюэль" (реж. Константин Богомолов)
- Молодой человек - "Друзья" (реж. Мотои Миура)
- Мама Глумова - "На всякого мудреца..." (реж. Константин Богомолов)
- Камергер - "Ивонна, принцесса Бургундская" (реж. Гжегож Яжина)

Компания «Московский Бродвей»
- Крис Бин — «Очень смешная комедия о том, как Шоу пошло не так» (реж. Шон Тёрнер)

Театр на Бронной
- Дудочкин, Бэтмен - «Бэтмен против Брежнева» (реж. Саша Денисова)

«Театр Романа Виктюка»
- Чичиков — «Мертвые души» (реж. Д. Азаров)
- "Сцена мельников" (в прошлом "Театр Романа Виктюка")
- Павел Протасов - "Дети Солнца" (по Максиму Горькому)

### Роли в кино
- 2002 — Марш Турецкого (3 сезон) — парень из «Мерседеса»
- 2003 — Сыщики-2 — Лобзиков
- 2004 — Формула — Игорь
- 2005 — Девять неизвестных — Алик Азифов
- 2005 — Дело о «Мёртвых душах» — урядник
- 2005 — Лесополоса
- 2005—2006 — Не родись красивой — Борис Рулин, адвокат «Никамоды» и Екатерины Пушкарёвой.
- 2006 — Плакат (короткометражный)
- 2007 — Отрыв — сотрудник авиакомпании
- 2009 — Короткое замыкание — глюк
- 2009 — Крем — Павел Боровиков
- 2009 — Поцелуй креветки
- 2009 — Умница, красавица — сотрудник музея
- 2010 — Дядя Ваня (фильм-спектакль) — Ефим
- 2010 — Зона турбулентности — Митя
- 2010 — Черчилль
- 2010—2011 — Сердце Марии — Артём Алексеев
- 2011 — Бездельники
- 2012—2016 — Кухня — Лев Семёнович Соловьёв, су-шеф
- 2013 — Склифосовский — маньяк
- 2014 — Кухня в Париже — Лев Семёнович Соловьёв, су-шеф
- 2015 — Конец прекрасной эпохи — Григорий Кузин
- 2017 — Кухня. Последняя битва — Лев Семёнович Соловьёв, су-шеф
- 2017 — Блокбастер — Добротворский
- 2017 — Детки напрокат — Сергей Амурский, псевдопсихолог-аквариумист
- 2018 — Вечная жизнь Александра Христофорова — Фёдор Евгеньевич, аниматор «Смерть»
- 2018 — Динозавр — Пеши, начальник охраны Бесовского
- 2019 — Фантом — Моисеев
- 2019 — Детективный синдром — Юрий Феликсович Кулагин, психиатр
- 2019 — Аутло — Игорь Владиславович
- 2020 — Содержанки 2 — патологоанатом
- 2020 — Золотое кольцо — уролог
- 2020 — Последний министр — Илья Владимирович Викентьев, второй заместитель министра
- 2020 — Проект «Анна Николаевна» (5-я серия) — Егор Марков, учитель географии
- 2020 — Алиса — Валентин
- 2020 — Погнали! — Валера, подчинённый Фёдора Михайловича
- 2020 — Хандра — главный инженер
- 2020 — Беспринципные — Сергей, подчинённый Петра Александровича
- 2020 — Метод 2 — Гена Беликов, ухажёр Нади
- 2021 — Отпуск — Леонид, коллега Ларисы
- 2021 — Ле.Ген.Да — Жора
- 2021 — Семейный бюджет — Вова, друг Сергея
- 2021 — «Везёт» — Игорь Семчук («Инопланетянин»), душевнобольной
- 2021 — Земля Эльзы — Евгений
- 2022 — Предпоследняя инстанция — Нисрок
- 2022 — Тётя Марта — Илья Сергеевич Аксёнов, актёр-неудачник
- 2022 — И снова здравствуйте! (2 сезон) — Странник
- 2022 — Любовники — Миша
- 2023 — Библиотекарь — Денис Луцис
- 2023 — Пищеблок (2 сезон) — отец Глеб, древний Стратилат
- 2024 — Что делать женщине, если...
- 2025 - Фишер.Затмение - Островский

## Признание и награды
В 2005 году Сергей Епишев стал Лауреатом премии газеты «МК» «За лучшую мужскую роль второго плана» в спектакле «Смерть Тарелкина».
Дважды номинант премии «Золотая маска» в категории «Лучшая мужская роль» .
В 2015 за роль Алькофрибас Назье, в спектакле «Гаргантюа и Пантагрюэль», Театр Наций, Москва. В 2016 за роль Голубков, в спектакле «Бег», Театр им. Евг. Вахтангова, Москва.
Лауреат Премии города Москвы в области литературы и искусства в номинации «Театральное искусство» (роль Голубков, спектакль «Бег», 2017).